# Бланк, Рада
Рада Бланк (англ. Radha Blank; род. 1 сентября 1976, Нью-Йорк, США) — американская сценаристка, актриса и режиссёр, наиболее известная по фильму «40-летняя версия» (2020), принесшему ей приз за режиссуру на фестивале «Сандэнс» и номинацию на BAFTA.

## Биография
Бланк родилась в Нью-Йорке в семье джазового барабанщика Роджера Бланка и художницы Кэрол Бланк (скончалась в 2013 году).
Бланк начала свою карьеру в киноиндустрии как актриса, сыграв роль Локиши в фильме 1998 года Mixing Nia.
В дальнейшем она стала драматургом, написав несколько пьес, которые так и не были инсценированы; в интервью The Guardian Бланк заявила, что у неё уже есть «около 12 спектаклей, которые пока не увидели свет». Среди её пьес — «СчастьеЦветокГвоздь», «Гроб», «Страна няни». Её пьеса «Семя» была поставлена в 2011 году в театре Гарлема и получила признание критиков. Она стала лауретатом премии Хелен Меррилл в области драматургии и премии NEA New Play Development.
Также Бланк работала сценаристом на телевидении, написав несколько эпизодов для мультсериала «Фантазёры», сериала «Ей это нужно позарез» и других шоу.

## Фильмография
| Год       | Название             | Оригинальное название      | Режиссёр | Сценарист  | Продюсер    | Актриса    | Роль       | Примечания             |
| --------- | -------------------- | -------------------------- | -------- | ---------- | ----------- | ---------- | ---------- | ---------------------- |
| 1998      | —                    | Mixing Nia                 |          |            |             | Да         | Локиша     |                        |
| 2005      | —                    | Maya the Indian Princess   |          | Да         |             |            |            | короткометражный фильм |
| 2015      | Фантазёры            | The Backyardigans          |          | Да (5 эп.) |             |            |            | мультсериал            |
| 2015      | —                    | Sam Bowe: Speech Writer    | Да       | Да         |             |            |            | телефильм              |
| 2015      | Империя              | Empire                     |          | Да (1 эп.) |             |            |            | телесериал             |
| 2017—2019 | Ей это нужно позарез | She’s Gotta Have It        |          | Да (3 эп.) | Да (19 эп.) |            |            | телесериал             |
| 2018      | Монстр               | Monster                    |          | Да         |             |            |            |                        |
| 2018      | Вне времени          | Timeless                   |          |            |             | Да (1 эп.) | Бесси Смит | телесериал             |
| 2020      | 40-летняя версия     | The Forty-Year-Old Version | Да       | Да         | Да          | Да         | Рада       |                        |